# Asztúriai hercegnék listája
Az Asztúria hercegnéje (spanyolul: Princesa (consorte) de Asturias) címet azok a nők viselték, akik házasságuk révén lettek Asztúria hercegének, azaz a spanyol uralkodó örökösének hitvesei. Négy személy kivételével később belőlük lett Spanyolország királynéja.
A címet 1388-ban hozták létre a walesi hercegi cím mintájára, a mindenkori kasztíliai (később a spanyol) trónörökös számára. Az első személy, aki saját jogán az asztúriai hercegi címet viselte, az Kasztíliai Henrik volt, az ő felesége, azaz az első asztúriai hercegné pedig Lancasteri Katalin lett. A címet utoljára a jelenlegi spanyol királyné, Letícia viselte 2004-es házasságkötésétől 2014-es királynévá válásáig.
| Portré                      | Uralkodói név                       | Felmenője                                                       | Házasságkötése       | Uralkodói hitvessé válása | Uralkodói hitvesi terminusa vége     | Halála                          | Házastársa       | Forr.  |
| --------------------------- | ----------------------------------- | --------------------------------------------------------------- | -------------------- | ------------------------- | ------------------------------------ | ------------------------------- | ---------------- | ------ |
| Lancasteri Katalin hercegné | Lancasteri Katalin hercegné         | Genti János, Lancaster hercege (Lancasterek)                    | 1388. szeptember 17. | 1388. szeptember 17.      | 1390. október 9. királynévá válása   | 1418. június 2. (45 évesen)     | (III.) Henrik    | [ 1 ]  |
| Navarrai Blanka hercegné    | Navarrai Blanka hercegné            | II. János aragóniai király (Trastámarák)                        | 1424. június 8.      | 1424. június 8.           | 1453. július 27. válása              | 1464. december 2. (40 évesen)   | (IV.) Henrik     | [ 2 ]  |
|                             | Ausztriai Margit hercegné           | I. Miksa német-római császár (Habsburgok)                       | 1497. április 3.     | 1497. április 3.          | 1497. október 4. hitvese halála      | 1530. november 30. (50 évesen)  | János            | [ 3 ]  |
|                             | Portugáliai Mária Manuéla hercegné  | III. János portugál király (Avisok)                             | 1543. november 15.   | 1543. november 15.        | 1545. július 12. (17 évesen)         | 1545. július 12. (17 évesen)    | (II.) Fülöp      | [ 4 ]  |
|                             | Angliai Mária királynő              | VIII. Henrik angol király (Tudorok)                             | 1554. július 25.     | 1554. július 25.          | 1556. január 16. királynévá válása   | 1558. november 17. (42 évesen)  | (II.) Fülöp      | [ 5 ]  |
|                             | Franciaországi Izabella hercegné    | IV. Henrik francia király (Bourbonok)                           | 1615. november 25.   | 1615. november 25.        | 1621. március 31. királynévá válása  | 1644. október 6. (41 évesen)    | (IV.) Fülöp      | [ 6 ]  |
|                             | Louise Élisabeth d’Orléans hercegné | II. Fülöp, Orléans hercege (Orléans-iak)                        | 1722. január 20.     | 1722. január 20.          | 1724. január 14. királynévá válása   | 1742. június 16. (32 évesen)    | (I.) Lajos       | [ 7 ]  |
|                             | Portugáliai Borbála hercegné        | V. János portugál király (Bragançák)                            | 1729. január 20.     | 1729. január 20.          | 1746. július 9. királynévá válása    | 1758. augusztus 27. (46 évesen) | (VI.) Ferdinánd  | [ 8 ]  |
|                             | Parmai Mária Lujza hercegné         | I. Fülöp parmai herceg (Bourbon–Parmaiak)                       | 1765. szeptember 4.  | 1765. szeptember 4.       | 1788. december 14. királynévá válása | 1819. január 2. (67 évesen)     | (IV.) Károly     | [ 9 ]  |
|                             | Szicíliai Mária Antónia hercegné    | IV. Ferdinánd nápolyi és szicíliai király (Bourbon–Szicíliaiak) | 1802. október 4.     | 1802. október 4.          | 1806. május 21. (21 évesen)          | 1806. május 21. (21 évesen)     | (VII.) Ferdinánd | [ 10 ] |
|                             | Letizia Ortiz hercegné              | Jesús Ortiz Álvarez és Paloma Rocasolano                        | 2004. május 22.      | 2004. május 22.           | 2014. június 19. királynévá válása   | (52 éves)                       | (IV.) Fülöp      | [ 11 ] |